# Лукин, Лев Иванович
Лев Иванович Лукин (1892, Москва — 1961, Москва) — советский балетмейстер и пианист.

## Биография
Лукин Лев Иванович родился в 1892 году в Москве.
В 1910 году окончил Музыкальное училище им. Гнесиных, в 1912 году — балетную студию Э. А. Элирова. Продолжил обучение в Московской консерватории (класс фортепиано), в студии А. М. Шаломытовой.
с 1920 по 1924 годы работал в созданной им труппе «Студия свободного балета» («Московский свободный балет»). Как балетмейстер, был отнесен к «левым» деятелям русского авангарда.
С 1924 года работал в Бакинском рабочем театре, в 1936—1944 годах — в Студии им. А. Дункан.
Во время Великой Отечественной войны работал руководителем Ансамбля Тихоокеанского флота. После войны ставил танцы для оперетт, работал в цирке.

## Творчество
Балетные постановки: «Сарказмы» и «Мимолетности» (1920), «Трагическая поэма», «Четыре этюда», «Сатаническая поэма» и «Четыре мазурки» (все — 1921), «Этюды к поэме экстаза» и «Одиннадцать танцевальных номеров» (1922), «Сафо» (1923), «Древнееврейские пляски» (1923), «Испанские танцы», «Двенадцать танцев на музыку Шопена», «Вторая рапсодия» (1924), «Кармен-сюита» Ж. Бизе (1927), на «Шестую симфонию» на муз. П. И. Чайковского (1я и 4я части).

## Труды
- Л. Лукин. «О танце». Театральное обозрение. 1922. № 4.